# Cypricercus turberculatus
Cypricercus turberculatus är en kräftdjursart som först beskrevs av Sharpe 1909.  Cypricercus turberculatus ingår i släktet Cypricercus och familjen Cyprididae. Inga underarter finns listade i Catalogue of Life.